# Försvarsbeslutet 1936
Försvarsbeslutet 1936 eller Motion 1936:756 Andra kammaren var ett försvarsbeslut som antogs av Sveriges riksdag den 11 juni 1936 och kom i huvudsak att gälla fram till den 17 juni 1942. Motionen var ett motdrag av oppositionen på minoritetsregeringens proposition Kungl. Maj:ts proposition 1936:225, vilken blev nedröstad i riksdagen. Regeringen Hanssons nederlag i bland annat försvarsfrågan ledde till att den avgick och efterträddes av Regeringen Pehrsson-Bramstorp.

## Bakgrund
Den socialdemokratiska regeringen Regeringen Hansson I, vilken var en så kallad minoritetsregering, lade fram sin försvarsproposition Kungl. Maj:ts proposition nr 225 år 1936, vilken var i behov av stöd från Bondeförbundet samt Folkpartiet, för att kunna antas av riksdagen. Propositionen hade föregåtts av internt diskussion inom Socialdemokraterna, då Per Edvin Sköld och Gustav Möller utgjorde en falang inom Socialdemokraterna som ville skjuta på försvarsbeslutet till efter valet, det på grund av att de vid ett eventuellt valnederlag ville ta frågan i opposition. Det genom att flera ledande socialdemokrater menade att socialdemokraterna som parti inte kunde arbeta för att öka kostnaderna för försvaret. Men samtidigt menade man att oavsett partifärg kunde ingen regering, på grund av omvärldsläget, föreslå en minskad försvarsbudget. Därför ansåg delar av det socialdemokratiska partiet att det vore bättre om beslutet togs av de borgerliga partierna. Statsministern Per Albin Hansson ville dock möta väljarna inför 1936 års val till andrakammaren och peka på vad man uträttat under mandatperioden, men samtidigt begära mandat för ny fyraårsperiod. Per Albin Hansson var även av den åsikten att försvarsutgifterna skulle kunna skjuta i höjden vid ett borgerligt styre, medan ett socialdemokratiskt styre skulle kunna ha en dämpande effekt på försvarsbudgeten.
Inför propositionen hade en parlamentariskt sammansatt försvarskommission utrett försvarets framtid, där de kommit fram till att den årliga kostnadsramen för försvaret borde ligga på 148 miljoner kronor. Dock önskade socialdemokraterna att komma ned till en kostnadsram på 133 miljoner kronor, vilket de även sökte ett parlamentariskt stöd för innan propositionen lades fram. Dock stod både Bondeförbundet samt Folkpartiet fast vid försvarskommissions förslag, vilket resulterade i att regeringen lade fram sin  proposition den 27 mars 1936 utan några garantier för att den skulle antas av riksdagen.
Försvarsutskottets behandlingen underkände propositionen, då de ansåg att de inte kunde ansluta sig till regeringens uppfattning om "försvarskrafternas kvantitativa omfattning". Det genom att regeringen på ett stort antal väsentliga punkter frångått försvarskommissionens förslag. Regeringens proposition möttes istället av en gemensam motion från Bondeförbundet samt Folkpartiet, vilket även betydde att den borgerliga majoriteten i andrakammaren inte skulle acceptera en kostnadsram under 148 miljoner kronor. Det förslag som kom genom försvarsutskottet och riksdagsmotionen var i stort identiskt med försvarskommissionens förslag, med ett större undantag, de infanteriregementen som försvarskommissionen förslagit att avveckla skulle bibehållas. Vidare hade försvarskommissionen föreslagit att Göta livgarde skulle ombildas till ett stridsvagnsregemente, det förslaget omarbetades till att avveckla Göta livgarde och fördela dess stridsvagnsbataljon på två infanteriregementen. Regeringens nederlag i försvarsfrågan samt i dyrortsgruppering (ett förslag som byggde på att statstjänstemän skulle få ett extra påslag på lönen) resulterade i att statsminister Per Albin Hansson lämnade regeringen in sin avskedsansökan. Regeringen Hansson I efterträddes av Regeringen Pehrsson-Bramstorp, vilken skämtsamt kom att kallas för semesterregeringen.
Försvarsbeslutet innebar att den årliga kostnadsramen för försvarets ökades från ca 118 miljoner kronor till 148 miljoner kronor. Detta motsvarade ungefär 1,5 procent av BNP. Flygvapnet var den stora vinnaren som fick ett ökat anslag från 11 miljoner till 28 miljoner kronor. Samtidigt som en inhemsk flygindustri genom Svenska Aeroplan AB och AB Svenska Järnvägsverkstädernas Aeroplanavdelning började ta form. Inom Flottan och Kustartilleriet gjordes det en viss utökning, dock så kom modernisering och utökning av befälskadrarna att ta övertaget på satsningarna.
För arméns del beslöts det att vissa infanteriregementen skulle delas upp i en infanteri- respektive en stridsvagnsbataljon. Från början var det Livregementets grenadjärer (I 3) samt Skaraborgs regemente (I 9) som var de två huvudförslagen. I november samma år byttes dock Livregementets grenadjärer (I 3) ut mot Södermanlands regemente (I 10). När Göta livgarde (I 2) avvecklades 1939, kom dess stridsvagnsbataljon att delas upp samma år i två pansarbataljoner vilka fördelades till Skaraborgs regemente (I 9) och Södermanlands regemente (I 10).
Flygvapnets organisation var kanske den största vinnaren med försvarsbeslutet, bland annat då flottiljorganisation infördes samt att fredsorganisationen utökades med sex flottiljer.

## Fredsorganisationen
Inför försvarsbeslutet utgjorde arméns lägre truppförband av sammanlagt 21 infanteriregementen samt en infanterikår; fyra kavalleriregementen; sju artilleriregementen (därav fyra fördelningsartilleriregementen, ett arméartilleriregemente, ett luftvärnsartilleriregemente och ett fästningsartilleriregemente) samt två artillerikårer; tre ingenjörkårer och en fälttelegraf kår; fyra trängkårer samt tre intendenturkompanier. I fred bestod de högre truppförbanden fyra arméfördelningar och en brigad.

### Södra arméfördelningen
- Södra arméfördelningsexpeditionen i Helsingborg.
- Norra skånska infanteriregementet (I 6), förlagt i Kristianstad.
- Södra skånska infanteriregementet (I 7), förlagt i Ystad (Revinge).
- Kronobergs regemente (I 11) i Växjö.
  - Kronobergs regementes fästningsbataljon (I 11 K) i Karlskrona fästning
- Hallands regemente (I 16), förlagt i Halmstad.
- Skånska kavalleriregementet (K 2), förlagt i Helsingborg.
- Wendes artilleriregemente (A 3), förlagt i Kristianstad.
- Göta ingenjörkårs kustingenjörkompani (Ing 2 K) i Karlskrona fästning.
- Skånska trängkåren (T 4), förlagd i Hässleholm.

### Västra arméfördelningen
- Västra arméfördelningsexpeditionen i Skövde.
- Skaraborgs regemente (I 9) i Skövde.
- Älvsborgs regemente (I 15) i Borås.
- Bohusläns regemente (I 17) i Uddevalla.
- Värmlands regemente (I 22) i Karlstad.
- Livregementets husarer (K 3) i Skövde.
- Göta artilleriregemente (A 2) i Göteborg.
- Karlsborgs artilleriregemente (A 9) i Karlsborg (luftvärnsartilleri).
- Göta trängkår (T 2) i Skövde.
- Andra intendenturkompaniet (Int 2) i Karlsborg.

### Östra arméfördelningen
- Östra arméfördelningsexpeditionen i Stockholm.
- Svea livgarde (I 1) i Stockholm.
- Göta livgarde (I 2) regementsstab och garnisonskompani i Stockholm. 
  - Göta livgarde stridsvagnsbataljon (I 2 S) i Stockholm.
  - Göta livgarde fästningsbataljon (I 2 V) i Vaxholms fästning
- Livregementets grenadjärer (I 3) i Örebro.
- Upplands regemente (I 8) i Uppsala.
- Södermanlands regemente (I 10) i Strängnäs.
- Livregementet till häst (K 1) i Stockholm.
- Svea artilleriregemente (A 1) i Stockholm.
- Smålands arméartilleriregemente (A 6) i Jönköping.
- Svea ingenjörkår (Ing 1) i Stockholm, 
  - Svea ingenjörkår kustingenjörkompani (Ing 1 V) i Vaxholm.
- Göta ingenjörkår (Ing 2), utom dess kustingenjörkompani, i Eksjö.
- Fälttelegrafkåren (Ing 3) i Stockholm.
- Svea trängkår (T 1) i Linköping.
- Första intendenturkompaniet (Int 1) i Stockholm.

### Norra arméfördelningen
- Norra arméfördelningsexpeditionen  i Östersund.
- Jämtlands fältjägarregemente (I 5) i Östersund.
- Dalregementet (I 13) i Falun.
- Hälsinge regemente (I 14) i Gävle.
- Västernorrlands regemente (I 21) i Sollefteå.
- Norrlands dragonregemente (K 4) i Umeå.
- Norrlands artilleriregemente (A 4) i Östersund.
- Norrlands trängkår (T 3) i Sollefteå.

### Östra brigaden
- Brigadexpeditionen
- Livgrenadjärregementet (I 4), förlagt i Linköping.
- Jönköpings-Kalmar regemente (I 12), förlagt i Eksjö.

### Övre Norrlands trupper
De förband som var förlagda i Boden var sammanförda under befäl av en kommendant, kommendanten i Bodens fästning, till Bodens besättningstrupper.

- Militärbefälsexpeditionen i Boden.
- Norrbottens regemente (I 19) i Boden.
- Västerbottens regemente (I 20) i Umeå.
- Norrlands dragonregementes skvadron i Boden (K 4 B) i Boden.
- Norrbottens artillerikår (A 5) i Boden.
- Bodens artilleriregemente (A 8) i Boden (fästningsartilleri).
- Bodens ingenjörkår (Ing 4) i Boden.
- Tredje intendenturkompaniet (Int 3) i Boden.

### Gotlands trupper
- Militärbefälsexpeditionen i Visby.
- Tingstädepositionen saknade fredsbesättning.
- Gotlands infanterikår (I 18) i Visby.
- Gotlands artillerikår (A 7) i Visby.

## Försvarskommissionens förslag
Försvarskommissionens förslag omfattade 16 fördelningsinfanteriregementen, ett infanteriregemente i Boden, ett infanteriregemente på Gotland, ett stridsvagnsregemente, fyra kavalleriregementen, fyra fördelningsartilleriregementen, ett fästningsartilleriregemente, ett arméartilleriregemente, två artillerikårer, två luftvärnsartilleriregementen, tre ingenjörkårer, ett signalregemente, fyra trängkårer, tre intendenturkompanier samt tre tygkompanier. Stridsvagnsregementet var avsett att bildas genom en utökning av den till Göta livgarde förlagda stridsvagnsbataljonen vid ny förläggning på Järvafältet i Stockholm. Luftvärnsartilleriet föreslog kommissionen uppdelat på två regementen, Karlsborgs luftvärnsartilleriregemente i Karlsborg och Östgöta luftvärnsartilleriregemente i Linköping.

## Proposition 1936:225
Kungl. Maj:ts föreslog, utifrån att försvarskommissionen ansåg, att fälttruppförband ingående högre enheterna borde utgöras av två armékårer om tillsammans sex operationsdugliga fördelningar samt dessutom en lätt brigad samt vissa specialtruppförband, däribland av luftvärnsvapnet uppsatta luftvärnsförband.

### I.arméfördelningen
Både försvarskommissionens och regeringen föreslog att Södra arméfördelningsstaben skulle omlokaliseras från Helsingborg till Kristianstad. Samtidigt skulle den omorganiseras till I. arméfördelningsstaben. Södra skånska infanteriregementet skulle avvecklas och dess kasernetablissement i Ystad skulle övertas av Skånska luftvärnskåren, som nyuppsättes. Norra skånska infanteriregementet skulle samtidigt namnändras till Skånska infanteriregementet. Kronobergs regementes detachement i Karlskrona samt Göta ingenjörkårs kustingenjörkompani i Karlskrona avvecklades. Till I. arméfördelningen skulle två förband från annan arméfördelningen tillföras, Göta ingenjörkår i Eksjö samt Smålands arméartilleriregemente i Jönköping.
- I. arméfördelningsstaben i Kristianstad
- Skånska infanteriregementet i Kristianstad
- Kronobergs regemente i Växjö
- Jönköpings-Kalmar regemente i Eksjö
- Hallands regemente i Halmstad
- Skånska kavalleriregementet i Helsingborg
- Wendes artilleriregemente i Kristianstad
- Smålands arméartilleriregemente i Jönköping
- Skånska luftvärnskåren i Ystad
- Göta ingenjörkår i Eksjö
- Skånska trängkåren i Hässleholm.

### II.arméfördelningen
Norra arméfördelningen omorganiserades till II. arméfördelningen. Vidare skulle Jämtlands fältjägarregemente avvecklas, vars etablissement delvis skulle övertas av Norrlands ingenjörkår, vilket skulle bildas av huvuddelen av Svea ingenjörkår. Återstoden av etablissementet skulle reserveras för bland annat vinterförläggning av skolor.
- II. arméfördelningsstaben i Östersund
- Dalregementet i Falun
- Hälsinge regemente i Gävle
- Västernorrlands regemente i Sollefteå
- Norrlands dragonregemente i Umeå
- Norrlands artilleriregemente i Östersund
- Norrlands ingenjörkår i Östersund
- Norrlands trängkår i Sollefteå

### III.arméfördelningen
Västra arméfördelningen omorganiserades till III. arméfördelningen. Vidare skulle Värmlands regemente avvecklas, vars etablissement delvis avses för mobiliseringscentral för fördelningens ingenjörtrupper. Återstoden av etablissementet skulle övertas av flygvapnet. Skaraborgs regemente skulle reduceras till ungefär hälften av ett fulltaligt infanteriregemente, varjämte regementet skulle tillföras en stridsvagnsbataljon. Livregementets grenadjärer överfördes från östra arméfördelningen till den nya III. arméfördelningen. Även Livregementets grenadjärer föreslogs att reduceras till ungefär hälften av ett fulltaligt infanteriregemente, varjämte regementet skulle tillföras en stridsvagnsbataljon.
- III. arméfördelningsstaben i Skövde
- Livregementets grenadjärer i Örebro
- Skaraborgs regemente i Skövde
- Älvsborgs regemente i Borås
- Bohusläns regemente i Uddevalla
- Livregementets husarer i Skövde
- Göta artilleriregemente i Göteborg
- Karlsborgs luftvärnsregemente i Karlsborg
- Göta trängkår i Skövde
- Andra intendenturkompaniet i Karlsborg.

### IV.arméfördelningen
Östra arméfördelningen omorganiserades till IV. arméfördelningen. Östra brigaden avvecklades, vilket medförde att Livgrenadjärregementet underställdes direkt under arméfördelningschefen. Göta livgardes fästningsbataljon samt Svea ingenjörkårs fästningskompani avvecklades. Övriga delen av Göta livgarde som omfattade en stridsvagnsbataljon omfördelades till två infanteriregementen.
Vidare föreslogs att Upplands regemente skulle avvecklas, samt att dess kasernetablissement skulle övertas av Arméns underofficersskola. Svea artilleriregemente skulle omlokaliseras från Stockholm till Uppsala, för att där överta det förutvarande Upplands artilleriregementes kasernetablissement, vilket disponerades av Arméns underofficersskola. Livregementets grenadjärer skulle överföras till det nybildade III. arméfördelningen. Svea ingenjörkår skulle bilda av huvuddelen av Norrlands ingenjörkår. Kvarvarande delar tillsammans med fälttelegrafkåren skulle bilda ett nytt Svea ingenjörkår.
- IV. arméfördelningsstaben i Stockholm
- Svea livgarde i Stockholm
- Livgrenadjärregementet i Linköping
- Södermanlands regemente i Strängnäs
- Livregementet till häst i Stockholm
- Svea artilleriregemente i Uppsala
- Svea ingenjörkår i Stockholm (Frösunda)
- Svea trängkår i Linköping
- Första intendenturkompaniet i Stockholm

### Flygvapnet
Regeringen föreslog att Flygvapnets ledningsorgan skulle utgöras av chefen för flygvapnet med flygstaben, eskaderchefen med stab samt flygförvaltningen. Flygstaben skulle vara fördelad på en expedition och fyra avdelningar, operationsavdelningen, organisationsavdelningen, utbildningsavdelningen och underrättelseavdelningen. Eskaderstaben skulle bestå av eskaderchef, stabschef samt kommenderad personal. Flygförvaltningen skulle indelas på expedition samt en materielavdelning, en intendenturavdelning, en byggnadsavdelning och en civilbyrå. Vidare föreslogs att flygförbanden skola utgöras av en medeltung och en lätt bombflottilj, vardera bestående av chef med stab och tre divisioner örn 12 flygplan; sammanlagt 36 flygplan per flottilj. En jaktflottilj bestående av chef med stab och tre divisioner, var och en om 15 flygplan; sammanlagt 45 flygplan. En arméflygflottilj bestående av chef med stab och tre divisioner, var och en om 12 flygplan; sammanlagt 36 flygplan; samt en marinflygflottilj bestående av chef med stab, en torpeddivision och en spaningsdivision om vardera 12 flygplan samt en spaningsdivision örn 8 flygplan; sammanlagt 32 flygplan. En flygkrigsskola som skulle utgöra central för grundläggande flyg- och officersutbildning. Skolan skulle bestå av: chef, stab jämte vissa verkstäder och förråd, flygskola, förberedande kadettskola, kadettskola, truppavdelning och stationsavdelning. Vid flygkrigsskolan skola finnas omkring 65 skolflygplan. En flygkrigshögskola, en bomb- ock skjutskola, en underofficersskola vilka skulle utgöras av: chef, administrativ personal, lärare och elever. Flygvapnet skulle sålunda omfatta tillsammans 185 krigsflygplan inklusive reservflygplan. Den nya flygvapenorganisationen skulle genomföras under en period av sex år med början från och med budgetåret 1936/1937.
| Flygflottiljer - Västmanlands flygflottilj (medeltung bombflottilj) i Västerås. - Jämtlands flygflottilj (lätt bombflottilj) i Östersund. - Värmlands flygflottilj (jaktflottilj) i Karlstad. - Upplands flygflottilj (marinflygflottilj) i Hägernäs. - Östgöta flygflottilj (arméflygflottilj) i Malmen. | Utbildningsanstalter och flygverkstäder - Flygkrigsskolan i Ljungbyhed - Flygkrigshögskolan i Stockholm - Bomb- ock skjutskolan i Karlsborg. - Underofficersskolan, del av Värmlands flygflottilj i Karlstad. - Centrala flygverkstaden på Malmen - Centrala flygverkstaden i Västerås | Övningsplatser - Boden - Rinkaby - Vännäs - Nya Varvet - Fårösund-Visborgs slätt - Barkarby. - Karlskrona |

### Marinen
Den nuvarande marindistriktsorganisationen skall med avseende å uppgifterna i fredstid fullständigas. Marindistrikten skola vara Norrlandskustens, Ostkustens, Gotlands, Sydkustens, Öresunds och Västkustens. Varje marindistrikt underställes en marindistriktschef. Sjörullföringsorganisationen anslutes till marindistrikten. Vardera stationen skall ställas under befäl av en stationschef. Skeppsgossekåren skall indragas. Den nya organisationen skall genomföras från och med budgetåret 1937/1938; dock skall Kungl. Majit äga att redan under budgetåret 1936/1937 tillsätta befattningen såsom chef för marinen.

### Kasernetablissement
De kasernetablissement som kom att stå tomma efter en avveckling skulle övertas av ett annat förband. Om- och nybyggnationer vid kasernetablissementen skulle påbörjas budgetåret 1937/1938 och omlokaliseringarna skulle påbörjas under 1939. Värmlands regementes kasernetablissement skulle under hösten 1939 överlämnas till flygvapnet för att överlämnas till Värmlands flygflottilj. Flygvapnet skulle dock överta delar av kasernetablissement tidigare än så. Armén skulle dock även i fortsättning kunna disponera stall, förråd, verkstäder för vissa ingenjör- och landstormsformationer samt det förläggningsutrymme, som flygvapnet icke nödvändigtvis var i behov av, bland annat en bataljonskasern och vissa expeditionslokaler i kanslihuset. Gällande arméns kasernetablissement i Vaxholm och Karlskrona, det vill säga Göta livgardes detachement vid kasernerna i Oscar-Fredriksborg samt Kronobergs regementes detachement vid kustingenjörkasernen i Karlskrona, skulle dessa överlämnas till marinen i början av budgetåret 1939/1940, dock var det önskvärt att överlämna kustingenjörkasernen i Karlskrona tidigare om möjligt. Gällande kustingenjörkasernerna i Karlskrona och Vaxholm skulle en utredning svara på vad de skulle användas till. Under 1939 skulle Norrlands ingenjörkår, vars förläggning till Östersund varit ifrågasatt sedan tidigare, skulle överta Jämtlands fältjägarregementes kasernetablissement i Östersund. I Östersund skulle dryga två tredjedelar av utrymmet reserveras för vinterskolor samt för förläggning av landstormsförband. Södra skånska infanteriregementets kasernetablissement i Ystad av den nyuppsatta Skånska luftvärnskåren. Även i Ystad skulle ett visst utrymme reserveras för landstormen. Upplands regementes kaserner i Uppsala skulle övertas av Arméns underofficerskola. Arméns underofficerskola kaserner i Uppsala skulle i sin tur övertas av Svea artilleriregemente, vilka skulle omlokaliseras från Stockholm. Genom omlokaliseringen av Svea artilleriregemente samt stridsvagnsbataljonen vid Göta livgarde, ville man undvika nya kasernetablissement på Järvafältet, vilka ansågs förenade med höga ekonomiska kostnader.

### Sammanfattning
Regeringens förslag om avvecklingar av förband avvek kraftigt från försvarskommissionens förslag. Där kommissionen föreslagit att tre infanteriregementen skulle avvecklas, Södermanlands regemente, Västerbottens regemente och Värmlands regemente. Dock föreslog regeringen att fem infanteriregementen skulle avvecklas, Jämtlands fältjägarregemente, Upplands regemente, Södra skånska infanteriregementet, Värmlands regemente samt Göta livgarde. Gällande Västerbottens regemente ansåg regeringen att det fanns starka skäl att beakta för att regementet skulle kvarstå inom övre Norrlands trupper. Försvarskommissionens förslag gällande en avveckling av Södermanlands regemente hängde ihop med att Krigsskolan skulle omlokaliseras från Karlberg till Strängnäs. Dock så delade inte regeringen försvarskommissionens förslag med att varken avveckla Södermanlands regemente eller flytta Krigsskolan. Göta livgarde, fanns ej med i försvarskommissionens förslag, utan föreslogs av regeringen att avvecklas. Stridsvagnsbataljonen vid Göta livgarde föreslogs av regeringen att fördelas på två bataljoner vid infanteriregementena Skaraborgs regemente och Livregementets grenadjärer. Regeringen delade dock försvarskommissionens förslag om att avveckla Göta livgardes fästningsbataljon i Oscar-Fredriksborg, Kronobergs regementes detachement i Karlskrona samt kustingenjörkompanierna i Vaxholm och Karlskrona.

### Justering
Det har dessutom inträffat, att den kungl, propositionen själv bibehållit ett av de till indragning föreslagna regementena, nämligen Södermanlands regemente, pa grund av att man inte avser att flytta krigsskolan till Strängnäs.

## Motion 1936:756
Den motion som lades av Bondeförbundets partiledare Axel Pehrsson-Bramstorp kom i stort sett följa försvarskommissionens förslag om utformning av det militära försvaret. Motionen föreslog att en överbefälhavare skulle tillkomma redan i fred i enlighet med försvarskommissionens förslag, varjämte i Kungl. Maj:ts förslag upptagen försvarsstab utvidgas till av försvarskommissionen föreslagen organisation. Arméns fredsorganisation skulle omfatta fyra arméfördelningar, Övre Norrlands trupper, Gotlands trupper samt så kallade armétrupper. Vid mobilisering föreslogs fälttruppförbanden sammanföras till två armékårer om sammanlagt sex fördelningar,
en lätt brigad samt vissa specialtruppförband, däribland av luftvärnsvapnet uppsatta luftvärnsförband. De regementen som regeringen hade föreslagit för att avveckla, Jämtlands fältjägarregemente, Upplands regemente, Södra skånska infanteriregementet och Värmlands regemente skulle kvarstå. Dock skulle Värmlands regemente reduceras till Värmlands fältjägarbataljon. Det enda motionen skilde sig mot försvarskommissionens förslag var det Stridsvagnsregemente försvarskommissionen föreslagit. Där motionen delade regeringens förslag med att dela stridsvagnsbataljonen vid Göta livgarde på två infanteriregementen. Dock så skiljde sig förslaget på vilka regementen. Regeringen hade föreslagit Skaraborgs regemente och Livregementets grenadjärer, oppositionen föreslog Skaraborgs regemente och Södermanlands regemente. Därmed stod det klart att Göta livgarde skulle avvecklas som förband. Gällande Norrbottens artillerikår skulle den kvarstå inom Övre Norrlands trupper, precis som försvarskommissionen föreslagit. Inom arméns skulle även en luftvärnsorganisationen bildas med två fullständiga regementen. Regeringen hade föreslagit ett luftvärnsregemente i Karlsborg och en luftvärnskår i Ystad. Oppositionen föreslog dock att luftvärnskåren i Ystad skulle ersättas med Östgöta luftvärnsregemente i Linköping. Den flytt som regeringen föreslog av Svea artilleriregemente till Uppsala, ersattes istället med en flytt till Järvafältet i Stockholm. Svea ingenjörkår skulle kvarstå i Stockholm som ingenjörförband. Istället skulle ett Signalregementet bildas av Fälttelegrafkåren. Det föreslagna Norrlands ingenjörkår ändrades till att inte alls uppsättas i Östersund, det genom att man valde bibehålla Jämtlands fältjägarregemente.
Marinens fredsorganisation föreslogs omfatta en ständigt rustad del av kustflottan samt tidvis andra sjöstyrkor och fartyg, ävensom Stockholms och Karlskrona örlogsstationer samt Göteborgs örlogsdepå. Härtill komma Vaxholms och Karlskrona kustartilleriregementen samt Fårösunds kustartillerikår, ävensom Vaxholms och Karlskrona kustfästningar. Därjämte ingå i organisationen de i materielreserv förlagda Älvsborgs och Hemsö kustfästningar. Gällande marinen skilde sig oppositionens förslag mot regeringens, vilka båda avvek mot försvarskommissionens förslag, vilket medförde en viss anslagsökning för marinen. Kustartilleriets allmänna organisation ansluta sig oppositionen till försvarskommissionens förslag, vilket bland annat omfattade Chefen för kustartilleriet och dennes stab, Vaxholms fästning, Karlskrona fästning, Älvsborgs fästning och Hemsö fästning.
Flygvapnets fredsorganisation föreslogs spegla dess krigsorganisation föreslogs omfatta sju flygflottiljer samt en flygkrigsskola vilka skulle förläggas till åtta olika förläggningsplatser. Förslaget stödde både regeringens förslag, men där man föreslog att flygförbandens benämning skulle framgå av dess karaktär av bomb-, jakt- eller spaningsförband. Den nya organisationen skulle börja gälla den 1 juli 1936 med en övergångstid på sju år, istället för regeringens förslag om ett övergångsperiod på sex år. Med den nya organisationen skulle flygförbanden anta en flottiljorganisation omfattande flottiljstab och tre flygdivisioner. Den nya flygvapenorganisationen skulle årligen ge 36 000 flygtimmar med krigsflygplan och 14 000 flygtimmar med skolflygplan, vilket var en ökning på 9 500 timmar för krigsflygplanen samt 2 600 timmar med skolflygplanen.

### I.arméfördelningen
- I. arméfördelningsstaben i Kristianstad
- Norra skånska infanteriregementet i Kristianstad
- Södra skånska infanteriregementet i Ystad
- Kronobergs regemente i Växjö
- Jönköpings-Kalmar regemente i Eksjö
- Skånska kavalleriregementet i Helsingborg
- Wendes artilleriregemente i Kristianstad
- Smålands arméartilleriregemente i Jönköping
- Göta ingenjörkår i Eksjö
- Skånska trängkåren i Hässleholm

### II.arméfördelningen
- II. arméfördelningsstaben i Östersund
- Jämtlands fältjägarregemente i Östersund
- Dalregementet i Falun
- Hälsinge regemente i Gävle
- Västernorrlands regemente i Sollefteå
- Norrlands artilleriregemente i Östersund
- Norrlands trängkår i Sollefteå

### III.arméfördelningen
- III. arméfördelningsstaben i Skövde
- Skaraborgs regemente i Skövde
- Älvsborgs regemente i Borås
- Hallands regemente i Halmstad
- Bohusläns regemente i Uddevalla
- Värmlands fältjägarbataljon i Karlstad [a]
- Livregementets husarer i Skövde
- Göta artilleriregemente i Göteborg
- Karlsborgs luftvärnsregemente i Karlsborg
- Göta trängkår i Skövde
- Andra intendenturkompaniet i Karlsborg.

### IV.arméfördelningen
- IV. arméfördelningsstaben i Stockholm
- Svea livgarde i Stockholm

- Livregementets grenadjärer i Örebro
- Livgrenadjärregementet i Linköping
- Upplands regemente i Uppsala
- Södermanlands regemente i Strängnäs
- Livregementet till häst i Stockholm
- Svea artilleriregemente i Stockholm
- Östgöta luftvärnsregemente i Linköping
- Signalregementet i Stockholm
- Svea trängkår i Linköping
- Första intendenturkompaniet i Stockholm

### Flygvapnet
- Chefen för flygvapnet och dennes stab
- Flygförvaltningen i Stockholm
- Flygkrigshögskolan i Stockholm
- Centrala flygverkstaden i Malmslätt
- Centrala flygverkstaden i Västerås
- F 1 – Västmanlands bombflottilj i Västerås (1. medeltunga bombflottiljen) [b]
- F 2 – Upplands spaningsflottilj i Hägernäs (Marinflygflottiljen) [c]
- F 3 – Östgöta spaningsflottilj i Malmen (Arméflygflottiljen) [d]
- F 4 – Jämtlands bomb flottilj i Östersund (1. lätta bombflottiljen) [e]
- F 5 – Flygkrigsskolan i Ljungbyhed
- F 6 – Västgöta bombflottilj i Karlsborg (2. medeltunga bombflottiljen) [f]
  - Flygvapnets bomb- och skjutskola
- F 7 – Värmlands bombflottilj i Karlstad (2. lätta bombflottiljen) [g]
  - Flygvapnets underofficersskola
  - Flygvapnets musikkår
- F 8 – Upplands jaktflottilj i Barkarby (1. jaktflottiljen) [h]

### Flottan
Marindistriktsbefälhavaretjänstens upprätthållande inom Norrlandskustens, Öresunds och Gotlands marindistrikt bör ske i överensstämmelse med försvarskommissionens 
förslag. Detta innebär, att särskild expedition för marindistriktschef icke upprättas i fredstid i Visby och Malmö för Gotlands respektive Öresunds marindistrikt. Ersättningsbyggnadsanslaget för modernisering av pansarskepp, två jagare av större typ, sex ubåtar.

### Kustartilleriet
- Chefen för kustartilleriet och dennes stab
- Vaxholms fästning
- Karlskrona fästning
- Älvsborgs fästning
- Hemsö fästning
- Vaxholms kustartilleriregemente
- Karlskrona kustartilleriregemente
- Fårösunds kustartillerikår [i]
- Kustartilleriets skjutskola

## Efterspel
Regeringens proposition antogs inte av riksdagen, vilken istället antog oppositionens motion. Vilket bland annat fick som följd av Regeringen Hansson I avgick. Beslutet med att förlägga Värmlands flygflottilj tillsammans med Flygvapnets underofficersskola till Karlstad, för att där överta större delar av kasernetablissementet tillhörande Värmlands regemente, revs upp 1938 av Regeringen Hansson II. Bakgrunden var att Chefen för flygvapnet och Flygförvaltningen i efterhand lyft olika synpunkter, där man menade att det var mindre lämpligt och i varje fall omöjligt att genomföra riksdagens beslut inom den angivna kostnadsramen att förlägga en flygflottilj till Karlstad. Bland annat hade Värmlandsbanan elektrifierats 1935, vilken löpte i omedelbar anslutning till det planerade flygfältsområdets östra begränsningslinje. Vilket ansågs medföra att områdets användbarhet såsom permanent militärt flygfält försämrats. Söder om flygfältsområdet pågick en ökad civil bebyggelse. Därmed ansågs flygfältet praktiskt taget helt sakna utvecklingsmöjligheter. Som alternativ till Karlstad ansåg flygmyndigheterna att områdena Närkeslätten söder om Örebro samt Västgötaslätten. Västgötaslättens intill södra Vänernstranden förordades med hänsyn till kravet på lämplig bomb- och skjutterräng. Dom orterns om utreddes som förläggningsort för Värmlands flygflottilj var i ordningsföljden Karlstad, Karlskoga, Örebro, Trollhättan södra Vänernstranden mellan Lidköping och Halleberg. Den plats som till sist valdes var Såtenäs utanför Lidköping. Bakgrunden till valet var att förhållandena i fred var i flera avseenden överlägset samtliga övriga behandlade alternativ. Genom att Värmlands flygflottilj istället förlades till Såtenäs, bytes rollerna med Västgöta flygflottilj. Där Västgöta flygflottilj enligt försvarsbeslutet skulle vara en medeltung bombflottilj och Värmlands flygflottilj en lätt bombflottilj. Men istället blev Värmlands flygflottilj en medeltung bombflottilj och Västgöta flygflottilj en lätt bombflottilj. Då båda flygflottiljerna låg i Västergötland ansågs det att nya benämningar skulle fastställas för Karlsborgs- och Såtenäsflottiljerna. Värmlands regemente reducerades till en infanterikår för att omfatta en infanteribataljon, dock antogs aldrig namnet Värmlands fältjägarbataljon.
Det beslut som togs med försvarsbeslutet att fördela stridsvagnsbataljonen vid Göta livgarde på Livregementets grenadjärer och Skaraborgs regemente, ändrades den 6 november 1936 till att istället omfatta Skaraborgs regemente och Södermanlands regemente, vilka skulle bli kombinerade stridsvagnsförband.

### Nya enheter
- Försvarsstaben
- Arméstaben
- Flygstaben
- Ingenjörtrupperna
- Signaltrupperna
- Fortifikationskåren
- Signalregementet
- Flygeskadern
- Västgöta flygflottilj
- Skaraborgs flygflottilj
- Svea flygflottilj

### Avvecklade enheter
- Generalstaben avvecklades 1937.
- Fortifikationen avvecklades 1937.
- Göta livgarde (I 2) avvecklades 1939.
  - Göta livgardes detachement i Vaxholm (I 2 V) avvecklades 1939.
  - Göta livgardes stridsvagnsbataljonen (Strvbat I 2 S) avvecklades 1939.
- Kronobergs regementes detachement i Karlskrona (I 11 K) avvecklades 1939.
- Svea ingenjörkårs detachement i Vaxholm (Ing 1 V) avvecklas 1939.
- Göta ingenjörkårs detachement i Karlskrona (Ing 2 K) avvecklas 1939.
- Norrlands dragonregementes detachement i Boden (K 4 B) avvecklas 1938.